# Pleurothallis gracilipedunculata
Pleurothallis gracilipedunculata är en orkidéart som beskrevs av Ernesto Foldats. Pleurothallis gracilipedunculata ingår i släktet Pleurothallis och familjen orkidéer. Inga underarter finns listade i Catalogue of Life.